# Мальцев, Станислав Филиппович
Станислав Филиппович Мальцев (1909 — 1976, Протвино, Московская область) — советский хозяйственный деятель.

## Биография
Родился в 1909 году. Член ВКП(б) с 1931 года.
Образование высшее (окончил Восточно-Сибирский горный институт)
С 1920 года — на хозяйственной, общественной и политической работе.
До 1949 гг. — строитель, геолог, инженер-строитель, участник советского атомного проекта.
- В 1949 гг. — начальник района строительства № 601 Министерства среднего машиностроения СССР.[2]
- В 1950—1960 гг. — руководитель треста «Алданзолото»[3]
- В 1960—1975 гг. — начальник управления строительства УС-620 в Протвине.[3][1]

За проектирование и создание инженерного комплекса Серпуховского протонного синхротрона ИФВЭ, включающего электромагниты, вакуумную систему, системы радиоэлектроники и специальные инженерные сооружения был в составе коллектива удостоен Государственной премии СССР 1970 года.
Умер в Протвине в 1976 году.